# Ta Ming chuej-tien
Ta Ming chuej-tien (čínsky pchin-jinem Dà Míng Hùidǐan, znaky zjednodušené 大明会典, tradiční 大明會典), česky „Sebrané statuty Velké Ming“) je soubor statutů a kompetencí státních úřadů čínské říše Ming. Sestaven byl na přelomu 15. a 16. století, oficiálně byl vydán roku 1509. První verze obsahovala 180 ťüanů textu, s dodatky přidanými za vlády Ťia-ťinga a Wan-liho dosáhl text délky 228 ťüanů.

## Historie vzniku a revizí díla
První mingský císař Chung-wu nařídil roku 1393 sestavení souboru statutů a kompetencí úřadů, pro komplikovanost legislativy se dílo nepodařilo dokončit. Až o století později, za vlády císaře Chung-č’a padlo rozhodnutí dokončit práci, pod vedením velkých sekretářů Sü Pchua a Liou Ťiena byly práce na souboru dokončeny roku 1502. Poté proběhla revize pod vedením velkého sekretáře Li Tung-janga a roku 1509 bylo dílo oficiálně schváleno a publikováno v tisku.
Soubor je rozdělen na 24 sekcí (tchiao, 條), zahrnuje materiály z legislativy předešlého staletí, včetně Chuang-ming cu-sün (皇明祖訓, předpisy týkající se vládnoucí dynastie), Ta-kao (大誥, instrukce pro úředníky), Ta Ming ling (大明令, mingské zákony), Ta Ming ťi-li (大明集禮, mingské obřady), Chung-wu li-č’ (洪武禮制, obřady éry Chung-wu), Li-i ting-š’ (禮儀定式, obřady a dvorská etiketa), Ťi-ku ting-č’ (稽古定制, uspořádané klasické předpisy), Ťiao-min pang-wen (教民榜文, instrukce lidu), Ťün-fa ting-lü (軍法定律, vojenské právo), Sien-wang (憲網), Ta Ming lü (大明律, mingský zákoník), a knihu Siao-cch’-lu (孝慈錄, o synovské oddanosti a císařské milosti). Dalšími zdroji byly početné za sto let nahromaděné precedentní kauzy (š'-li, 事例).
V díle jsou vypočítány mingské státní úřady, uvedeno jejich složení, personální obsazení, kompetence a související legislativa
V letech 1576–1585 proběhla revize souboru, který byl doplněn a rozšířen a roku 1587 publikován; tato verze je nazývána Wan-li čchung-siou chuej-tien (萬曆重修會典), verze z roku 1509 je Čeng-te chuej-tien (正德會典).
Podle vzoru Ta Ming chuej-tien úřady následující říše Čching sestavily vlastní sbírku Ta Čching chuej-tien (大清會典).